# Ойстрах, Давид Фёдорович
Дави́д Фёдорович (Фи́шелевич) О́йстрах (17 [30] сентября 1908, Одесса — 24 октября 1974, Амстердам) — советский скрипач, альтист, дирижёр, педагог. Народный артист СССР (1953). Лауреат Ленинской (1960) и Сталинской премии первой степени (1943).

## Биография

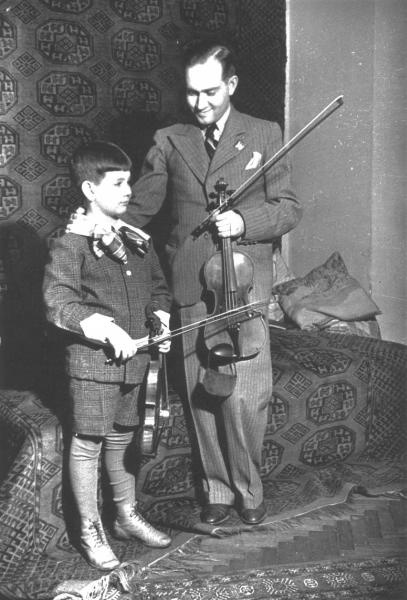
Ойстрах с сыном Игорем. 1941 г.

Родился 17 сентября (по старому стилю) 1908 года в Одессе в еврейской семье. Отец — второй гильдии купеческий сын Фишель Давидович Ойстрах (1875—?), мать — Бейла Шепселевна Ойстрах (в девичестве Шендерович, 20 сентября 1879, Харьков — после 1942). Родители заключили брак 29 ноября 1906 года в Одессе. Деду, купцу второй гильдии Дувиду Мошковичу Ойстраху, уроженцу Бершади, среди прочего принадлежала пекарня на Екатерининской улице, № 99 (ему же принадлежал трёхэтажный жилой флигель на этой улице, № 91). В 1908—1932 годах Д. Ф. Ойстрах жил с родителями на Екатерининской улице № 29 в доходном доме Кумбари (угол Полицейской). Мать работала хористкой в Одесском оперном театре.
С пяти лет обучался игре на скрипке и альте у П. С. Столярского, сначала частным образом, а с 1923 года — в Одесском музыкально-драматическом институте (ныне Одесская национальная музыкальная академия имени А. В. Неждановой), который окончил в 1926 году. В институте изучал специальную гармонию и полифонию под руководством композитора Н. Н. Вилинского. Ещё будучи студентом, выступал с Одесским симфоническим оркестром как солист и как дирижёр.
С 1926 по 1928 год — солист Одесского Посредрабиса. В 1927 году исполнил в Киеве Концерт для скрипки с оркестром А. К. Глазунова под управлением автора. В 1928 году состоялся дебют скрипача в Ленинграде, год спустя он впервые выступил в Москве и вскоре переселился туда на постоянное место жительства. В 1932—1934 годах и с 1941 года — солист, с 1961 года — и дирижёр Московской филармонии.
В 1935 году победил на 2-м Всесоюзном конкурсе музыкантов-исполнителей и в том же году получил вторую премию на Международном конкурсе скрипачей им. Г. Венявского (победительницей стала Ж. Невё). Два года спустя выиграл Конкурс имени Изаи в Брюсселе и обрёл мировую известность.

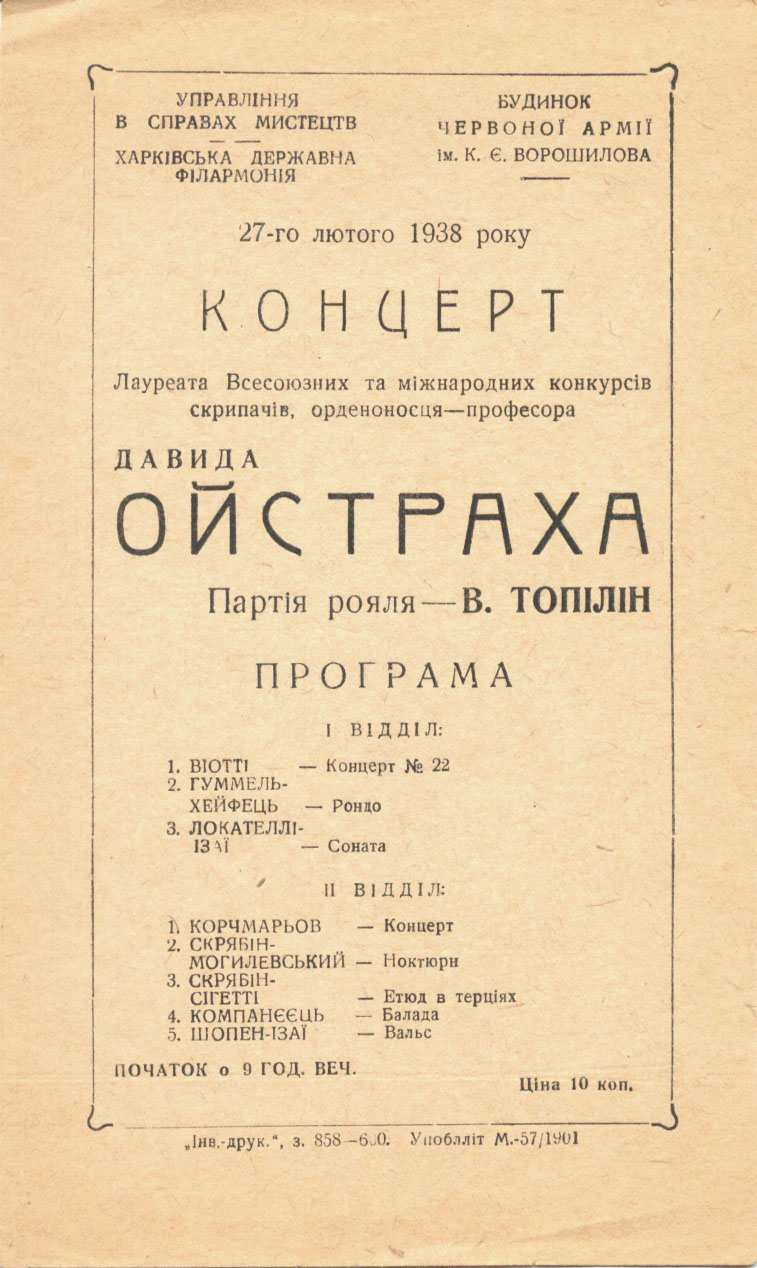
Афиша 1938 года

В 1942 году был с женой, сыном и матерью эвакуирован из Москвы в Свердловск. В годы войны музыкант активно участвовал в военно-шефской работе, выступал как солист на мобилизационных пунктах, в госпиталях, в блокадном Ленинграде, перед моряками Северного флота. С 1943 года играл в ансамбле с пианистом Л. Обориным и виолончелистом С. Кнушевицким. Этот ансамбль просуществовал до кончины С. Кнушевицкого в 1963 году. Член ВКП(б) с 1942 года.
После войны начал активную концертную деятельность. В 1945 году большой интерес публики вызвало его исполнение в Москве двойного концерта И. С. Баха совместно с И. Менухиным (первым зарубежным исполнителем, приехавшим в СССР после войны). В 1946—1947 годах организовал цикл «Развитие скрипичного концерта», в котором исполнил концерты Я. Сибелиуса, Э. Элгара, У. Уолтона и написанный специально для него концерт А. Хачатуряна. Скрипачу же посвящён Первый концерт для скрипки с оркестром Д. Шостаковича, исполненный на его первых гастролях в Нью-Йорке в 1955 году. Выступал также как альтист.
Выступал с оркестрами под руководством О. Клемперера, Ю. Орманди, К. Кондрашина, Г. Караяна, Д. Митрополуса и других. Гастролировал во многих странах мира.
С 1934 года преподавал в Московской консерватории (с 1939 года — профессор, с 1950 — заведующий кафедрой скрипки), где среди его учеников были его сын Игорь, победитель Первого Международного конкурса им. П. Чайковского В. Климов, В. Пикайзен, С. Снитковский, О. Каган, М. Готсдинер, Л. Бруштейн, Л. Фейгин, Л. Исакадзе, Г. Кремер, О. Крыса, А. Винницкий и другие скрипачи.
Был бессменным председателем жюри в номинации «скрипка» на первых пяти (с 1958 по 1974 год) Международных конкурсах им. П. Чайковского.
Был довольно сильным шахматистом, в своё время большой интерес общественности вызвал его матч с С. Прокофьевым в Москве в 1937 году, выигранный Д. Ойстрахом.

Могила Д. Ф. Ойстраха на Новодевичьем кладбище в Москве

Сын Игорь также стал скрипачом, был студентом и аспирантом отца в Московской консерватории, и в дальнейшем отец и сын нередко выступали дуэтом.
Давид Ойстрах умер от сердечного приступа 24 октября 1974 года в Амстердаме (Голландия) через несколько часов после очередного концерта. Похоронен в Москве на Новодевичьем кладбище (участок № 7).

### Семья
- Жена — Тамара Ивановна Ротарева, пианистка.
  - Сын — Игорь Давидович Ойстрах (1931—2021), скрипач, дирижёр, педагог. 
    - Внук — Валерий Игоревич Ойстрах (род. 1961), скрипач, педагог, живёт в Бельгии.

## Творчество
Давид Ойстрах — один из наиболее известных представителей русской скрипичной школы. Его исполнение отличалось виртуозным владением инструментом, техническим мастерством, ярким и тёплым звучанием инструмента. В его репертуар входили классические и романтические произведения от И. С. Баха, В. А. Моцарта, Л. Бетховена и Р. Шумана до Б. Бартока, П. Хиндемита, С. С. Прокофьева и Д. Д. Шостаковича (исполнение скрипичных сонат Л. ван Бетховена совместно со Л. Обориным до сих пор считается одной из лучших интерпретаций этого цикла), но он также с большим энтузиазмом играл и произведения современных авторов, например, редко исполняемый Скрипичный концерт П. Хиндемита.
Скрипачу посвящён ряд сочинений С. С. Прокофьева, Д. Д. Шостаковича, Н. Я. Мясковского, М. С. Вайнберга, А. И. Хачатуряна.
Многочисленные записи музыканта доступны на компакт-дисках.
С 1961 года активно выступал в качестве дирижёра, завоевав в этой области имя мастера.
Издал редакции ряда скрипичных произведений. Писал статьи, в том числе автобиографические записки «Мой путь» («СМ», 1958, No 9).

## Награды и звания
- 1-я премия Всеукраинского конкурса скрипачей (Харьков, 1930)
- 1-я премия Всесоюзного конкурса музыкантов-исполнителей (Ленинград, 1935)
- 2-я премия Международного конкурса скрипачей им. Г. Венявского (Варшава, 1935)
- 1-я премия Международном конкурсе скрипачей им. Э. Изаи (Брюссель, 1937)
- Заслуженный деятель искусств РСФСР (1942)[15]
- Народный артист СССР (1953)
- Сталинская премия первой степени (1943) — за концертно-исполнительскую деятельность[16]
- Ленинская премия (1960) — за выдающиеся достижения в области музыкально-исполнительского искусства
- Два ордена Ленина (1946, 1966)
- Два ордена «Знак Почёта» (03.06.1937 — за исключительные успехи в области музыкального искусства; 1953)
- Медаль «За доблестный труд в Великой Отечественной войне 1941—1945 гг.»
- Медаль «В память 800-летия Москвы»
- Орден Льва Финляндии (1966)
- Орден Леопольда II (1967, Бельгия)[17]
- Две премии «Грэмми» (1970, 1974)[18]
- Член-корреспондент Академии искусств в Берлине (ГДР, 1961)
- Почётный член Королевской музыкальной академии в Лондоне (1959)
- Почётный член Национальной академии «Санта-Чечилия» в Риме (1961)
- Почётный член Американской академии наук и искусств в Бостоне (1961)
- Почётный член Шведской королевской музыкальной академии (1969)
- Почётный член Бетховенского общества
- Почётный член Общества друзей музыки в Вене
- Почётный профессор Будапештской консерватории (1968)
- Почётный доктор музыки Кембриджского университета (1969)
- Введён в Зал славы журнала Gramophone[19].

### Фильмография
- 1954 — «В праздничный вечер»
- 1960 — «Вдохновенное искусство» (документальный)
- 1988 — цикл передач «Музыкальный абонемент. Д. Ойстрах»
- 1994 — «Давид Ойстрах: Народный артист?» (документальный, режиссёр Б. Монсенжон)
- 2008 — «Давид Ойстрах. Гений скрипки» (документальный, режиссёр Н. Тихонов)

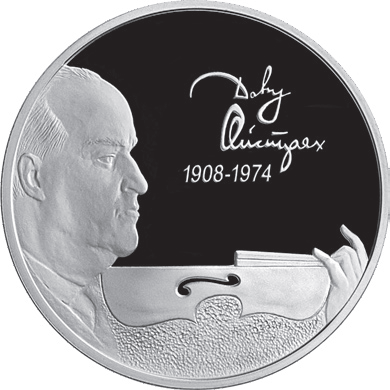
Памятная монета Банка России, посвящённая 100-летию со дня рождения Д. Ф. Ойстраха. 2 рубля, серебро, 2008 год

## Память
- В 2006 году учреждён Благотворительный фонд имени Д. Ойстраха[20], который проводит Московский международный конкурс скрипачей имени Д. Ойстраха.
- В Пярну (Эстония) регулярно проводятся музыкальные фестивали памяти скрипача.
- 1 сентября 2008 года Банком России выпущена в обращение серебряная памятная монета номиналом два рубля, посвящённая 100-летию со дня рождения Д. Ойстраха.
- 26 апреля 2016 года одесская улица Затонского стала улицей Давида Ойстраха[21].
- В художественном фильме-байопике, посвящённом Араму Хачатуряну, «Танец с саблями» (Россия — Армения, 2019, режиссёр Юсуп Разыков) роль Давида Ойстраха исполнил Александр Ильин.
- 17 декабря 2021 года Одесской государственной филармонии присвоили имя Давида Ойстраха[22].